# 黒田博之
黒田博之（くろだひろゆき、2004年3月18日 - ）は、日本の子役。
セントラルに所属していた。

## 出演

### テレビドラマ
- 輝きの法則（2006年7月9日 - 2009年3月25日、テレビ東京）
- ホストの女房（2009年9月4日、フジテレビ）
- マイガール（2009年10月9日 - 12月11日、テレビ朝日） - クラスメイト 役
- 夏の恋は虹色に輝く（2010年7月19日 - 9月20日、フジテレビ） - クラスメイト 役
- さよならぼくたちのようちえん（2011年3月30日、日本テレビ） - 堀川俊介 役
- 全開ガール（2011年7月11日 - 9月19日）- 西野鉄平 役
- 梅ちゃん先生（2012年前期、NHK） - 男の子 役
- マッスルガール 第5話（2011年5月9日、TBS） - 男の子 役
- カエルの王女さま 第6話（2012年5月17日、フジテレビ） - 男の子 役
- 金子みすゞ物語〜みんなちがってみんないい〜（2012年7月9日、TBS） - 男の子 役
- レジデント〜5人の研修医（2012年10月18日 - 12月20日、TBS） - 前田一平（幼少期） 役
- スターマン・この星の恋（2013年7月 - 9月） - 宇野秀 役
- お家さん（2014年5月9日、読売テレビ） - 松吉 役
- ど根性ガエル 第4話（2015年8月1日、日本テレビ） - モグラ（少年期） 役

### CM
- カルビー ポテトチップス コンソメパンチ「パンチ君 野球篇」（2013年）

### スチール
- 「こどもちゃれんじ ぷち」2月号
- 「こどもちゃれんじ じゃんぷEnglish」3月号
- 「チャレンジ1年生」2011年8月号